# Arthroleptis crusculum
Arthroleptis crusculum là một loài ếch thuộc họ Arthroleptidae.
Loài này có ở Guinée, có thể ở cả Bờ Biển Ngà và Liberia.
Môi trường sống tự nhiên của chúng là rừng ẩm vùng đất thấp nhiệt đới hoặc cận nhiệt đới, vùng núi ẩm nhiệt đới hoặc cận nhiệt đới, đồng cỏ nhiệt đới hoặc cận nhiệt đới vùng đất cao, và đầm lầy.
Chúng hiện đang bị đe dọa vì mất môi trường sống.